# Bernd Lethaus
Bernd Lethaus (* 24. April 1972 in Düsseldorf) ist ein deutscher Kieferchirurg und Professor an der Universität Tübingen.

## Leben
Lethaus studierte ab 1993 an der Friedrich-Alexander-Universität Erlangen-Nürnberg Medizin und Zahnmedizin. 2001 wurde er in Erlangen zum Dr. med. promoviert. Fünf Jahre später folgte die zahnmedizinische Promotion. Die fachärztliche Ausbildung in Mund-, Kiefer- und Gesichtschirurgie durchlief er im Universitätsklinikum Erlangen und im Klinikum Stuttgart. Oberarzt war er in Stuttgart, am Universitätsklinikum in Maastricht und am Universitätsklinikum Aachen. Lethaus habilitierte sich 2012 in Aachen und wurde dort zum Leitenden Oberarzt sowie zum stellvertretenden Klinikdirektor in der Mund-Kiefer-Gesichtschirurgie ernannt. 2019 folgte er dem Ruf der Universität Leipzig auf ihren Lehrstuhl für MKG-Chirurgie. Zugleich übernahm er die Leitung der Klinik für Mund-, Kiefer- und Plastische Gesichtschirurgie am Universitätsklinikum Leipzig. Seit September 2023 ist er Professor an der Universität und Direktor der Klinik für Mund-, Kiefer- und Gesichtschirurgie in Tübingen.
Seine Publikationen befassen sich mit der Operation von Fehlbildungen, der Behebung von Bissfehlstellungen und chirurgischen Eingriffen nach Unfällen und bei Krebserkrankungen der Mundhöhle und der Zunge. In der rekonstruktiven Chirurgie erforscht er die Knochenneubildung sowie neues Knochenersatzmaterial und Stammzellen. Mit seinen Mitarbeitern baute er 2020 in Leipzig eine COVID-19-Ambulanz auf.